# Roberto Fineschi
Roberto Fineschi (Siena, 1º marzo 1973) è un filosofo italiano.

## Biografia
Nel 1998 Fineschi ha concluso i suoi studi presso l'Università di Siena con Alessandro Mazzone con la dissertazione Marx rivisitato. Per il suo dottorato, svoltosi sotto la guida di Nicola De Domenico presso l'Università di Palermo, si è occupato del rapporto Marx-Hegel. Nel 2002 ha vinto la prima edizione del premio David-Rjazanov-Preises, presentando il lavoro Wertform, Geldform und Austauschprozess.
Sulla base della nuova edizione storico-critica delle opere di Marx ed Engels, la seconda Marx-Engels-Gesamtausgabe, ha approfondito lo studio della struttura logico-dialettica della teoria del modo di produzione capitalistico.
Ha affrontato il complesso tema del rapporto Marx-Hegel oltre la comprensione di Marx alla luce della filologia marxiana e hegeliana.
Ha lavorato sulla nuova edizione storico-critica cercando di ripercorrerne pubblicazione e risultati e divulgando la nuova immagine di Marx.
Ha curato una nuova edizione del primo libro del Capitale per la collana I millenni nella quale vengono offerte tutte le principali varianti della stratificata stesura del testo.

## Opere
Monografia e curatele
- Ripartire da Marx. Processo storico ed economia politica nella teoria del “capitale”, Napoli, Istituto Italiano per gli Studi Filosofici–La Città del Sole, 2001.
- Come editore: Karl Marx: rivisitazioni e prospettive, Milano, Mimesis, 2005, ISBN 88-8483-389-2 (Itinerari filosofici).
- Marx e Hegel. Contributi a una rilettura, Roma, Carocci 2006.
- Un nuovo Marx. Filologia e interpretazione dopo la nuova edizione storico critica (MEGA2), Roma, Carocci, 2008.
- La logica del capitale. Ripartire da Marx, Napoli, Istituto Italiano per gli Studi Filosofici, 2021.
- Karl Marx, Brescia, Morcelliana, 2021.
- Capitalismo crepuscolare. Approssimazioni, Siena 2022.
- Un nuevo Marx, Barcelona, El viejo topo, 2023.
- Marx e Hegel. Fondamenti per una rilettura, Napoli, La scuola di Pitagora, 2024.
- Nel labirinto. Italo Calvino filosofo, Napoli, La scuola di Pitagora, 2024.
- Da Pio IX a Leone XIV. Prospettiva marxiste sulla dottrina sociale della chiesa, Siena, 2025.